# Dvorac Hohenschwangau
Dvorac Hohenschwangau kraljevski je dvorac u južnoj Njemačkoj.  U 19. stoljeću bio je rezidencija kralja Ludovika II. i njegovog oca, Maksimilijana II. Nalazi se u njemačkom selu Hohenschwangau u blizini grada Füssena, okrug Ostallgäu u jugozapadnoj Bavarskoj. U neposrednoj je blizini granice s Austrijom.
Dvorac Hohenschwangau je sagrađen na ostacima tvrđave Schuangau, koja se prvi put spominje u povijesnim zapisima koji datiraju u 11. stoljeće. Obitelj vitezova bila je odgovorna za izgradnju srednjovjekovne utvrde, a služila je kao sjedište mjesne vlade Schwangaua. Godine 1523., dvorac je imao zidove koji su bili previše tanki da bi bili korisni za obrambene svrhe. Nakon izumiranja vitezova u 16. stoljeću utvrda je promijenila vlasnike nekoliko puta. Propadanje tvrđave se nastavilo dok se konačno nije pretvorila u ruševine početkom 19. stoljeća. 
U travnju 1829. princ Maksimilijan (kasnije kralj Maksimilijan II. Josip Bavarski) otkrio je povijesni lokalitet tijekom šetnje. On je došao u posjed ruševine, tada još poznate kao Schwanstein, 1832. godine. U veljači 1833. počela je rekonstrukcija dvorca koja je trajala sve do 1837., s dodatcima do 1855. godine. Arhitekt, Domenico Quaglio, bio je odgovoran za vanjsko uređenje u neogotičkom stilu. On je umro 1837. godine, a zadatak je nastavio Joseph Daniel Ohlmüller i Georg Friedrich Ziebland.
Hohenschwangau je bio službena ljetna i lovačka rezidencija Maksimilijana, njegove supruge Marije Pruske i njihova dva sina Ludovika i Ota.
Nakon Ludovikove smrti godine 1886. Kraljica Marie je bila jedini stanovnik dvorca dok nije umrla 1889. godine. Njezin šurjak, princ regent Luitpold od Bavarske živio je na 3. katu glavne zgrade. On je bio odgovoran za elektrifikaciju godine 1905. i ugradnju električnog dizala. Luitpold je umro 1912. godine, a palača je otvorena kao muzej tijekom sljedeće godine. 
Kralj Maksimilijan je umro 1864., a njegov sin Ludovik uspeo se na prijestolje, premjestivši se u očevu sobu u dvorcu. Kako se Ludovik nikada nije oženio, njegova majka Marie je mogla nastaviti živjeti na svom katu.
Tijekom Prvog svjetskog rata i Drugog svjetskog rata dvorac nije pretrpio nikakvu štetu. Godine 1923. Bavarski zemaljski Sabor dozvoljava bivšoj kraljevskoj obitelji boraviti u dvorcu. Od 1933. do 1939. princ Rupprecht od Bavarske i njegova obitelj koriste dvorac kao svoju ljetnu rezidenciju. U svibnju 1941., Princ Adalbert od Bavarske je izbačen iz vojske Hitlerovom naredbom Prinzenerlass i povukao se u obiteljski dvorac Hohenschwangau, gdje je živio do kraja rata.

## Vanjske poveznice
- Službena stranica  Arhivirana inačica izvorne stranice od 12. ožujka 2013. (Wayback Machine)(njem.) (engl.)
- Foto galerija (engl.)